# Trygonorrhina
Trygonorrhina – rodzaj ryb chrzęstnoszkieletowych z rodziny Trygonorrhinidae.

## Rozmieszczenie geograficzne
Do rodzaju należą gatunki występujące w wodach wschodniego i południowo-zachodniego Oceanu Indyjskiego.

## Morfologia
Długość ciała do 146 cm; masa ciała (największa opublikowana) do 6,7 kg.

## Systematyka
Rodzaj zdefiniowała w 1837 roku para niemieckich ichtiologów Johannes Peter Müller i Jakob Henle w artykule poświęconym opisowi cech rodzajowych ryb chrzęstnoszkieletowych, z opisami nowych rodzajów opublikowanym w czasopiśmie The Magazine of natural history. Gatunkiem typowym jest (oznaczenie monotypowe) T. fasciata.

### Etymologia
Trygonorrhina (Trygonorhina): zbitka wyrazowa nazw rodzajów: Trygon Cuvier, 1816 (Dasyatidae) i Rhina Bloch & Schneider, 1801 (Rhinidae).

### Podział systematyczny
Do rodzaju należą następujące gatunki:
- Trygonorrhina dumerilii (Castelnau, 1873)
- Trygonorrhina fasciata Müller & Henle, 1841